# TM Forum
Das TM Forum (bis 2008 Tele-Management Forum) ist eine Arbeitsgemeinschaft von über 850 Unternehmen der IT- und Telekommunikationsindustrie aus mehr als 70 Ländern. Zielsetzung ist die Bereitstellung von Leitlinien und Lösungskonzepten für die Verbesserung des Managements und des Betriebs von Informations- und Kommunikationsnetzen (Netzwerkmanagement).
Das TM Forum wurde 1988 von Amdahl, AT&T, British Telecom, Hewlett-Packard, Northern Telecom, Telecom Canada, STC und Unisys gegründet. Ein zentrales Arbeitsprogramm des TM Forum ist die Entwicklung von Frameworx – ein Standard für Betriebsunterstützungssysteme.